# Maniva
Il Maniva è una zona montana situata in provincia di Brescia. Il nome deriva dal monte Maniva propriamente detto.

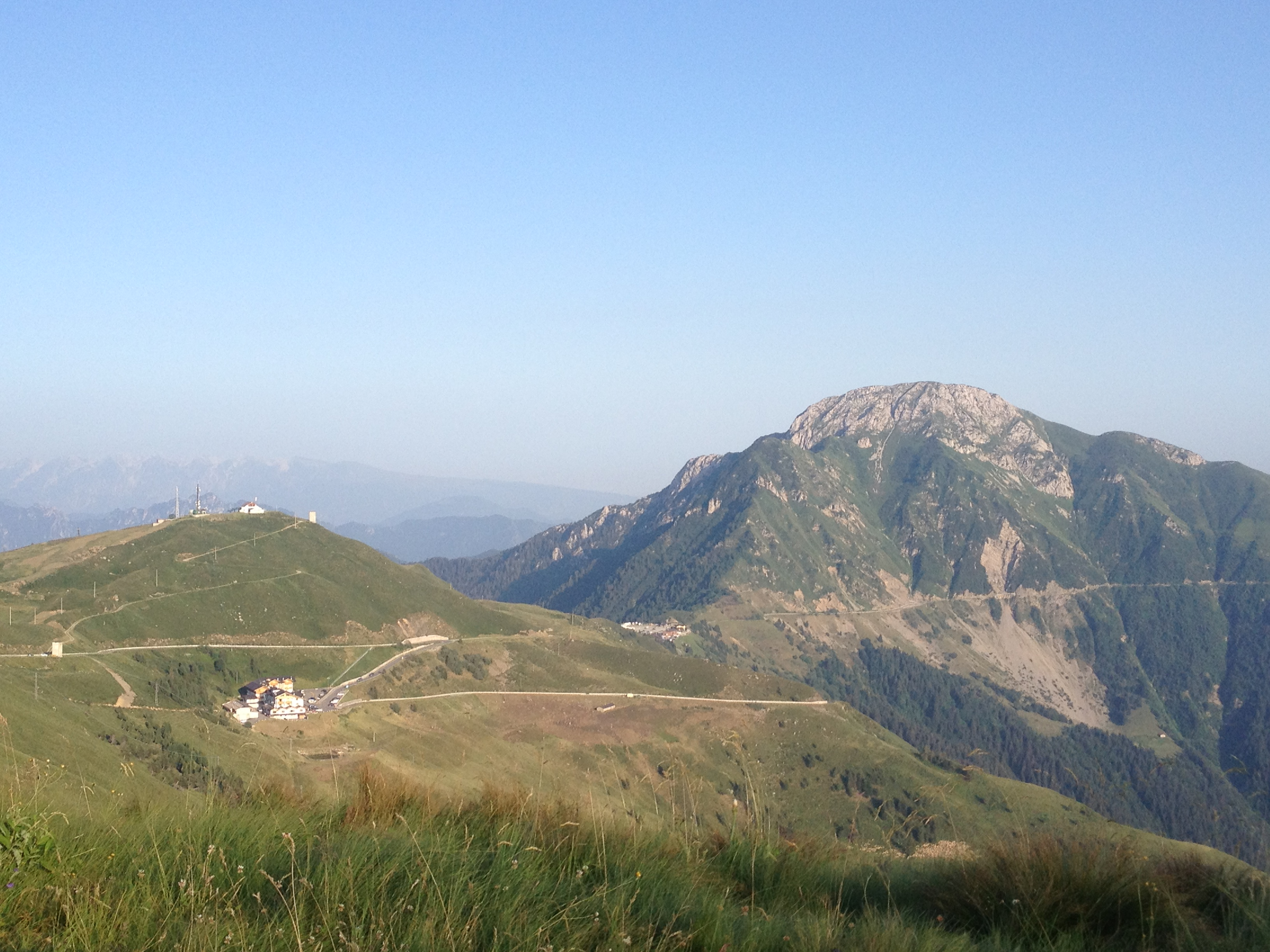
A sinistra: Maniva e sotto il Bonardi. Al centro: Passo Maniva. A destra: Dosso Alto e strada che conduce ad Anfo

## Geografia
Tra le popolazioni locali, il Maniva è un territorio piuttosto vasto e denota un articolato insieme di cime, passi, laghetti, malghe e località che circondano il monte Maniva. Quasi sempre s’indica il “Maniva” non tanto riferendosi alla cima da cui prende il nome, piuttosto intendendo complessivamente la zona nel significato estensivo descritto: in pratica, trattasi di un toponimo.
Il comprensorio Maniva si trova alla testata della Valtrompia. Gran parte del territorio è all'interno dei confini amministrativi del comune di Collio. Alcune parti rientrano però nei territori comunali di Bagolino (Val Sabbia) e, in misura minore, Bienno (Val Camonica) e Bovegno (Val Trompia). Il crinale di alcune cime (Dosso Alto e Corna Blacca) fanno da confine naturale con la Val Sabbia (o, più precisamente, la sua tributaria Val Caffaro) e altre (Muffetto, Colombine e Crestoso) con la Val Camonica (o, più precisamente, la sua tributaria Val Grigna).
Il Maniva è raggiungibile mediante le seguenti carrozzabili:
- strada provinciale (sp bs) 345 “delle tre Valli” risalendo da Collio e pervenendo al passo Maniva;
- strada (non asfaltata nel tratto che comincia dal passo Maniva e chiusa d'inverno) “passo Maniva-passo Baremone-Anfo”. Anfo si trova sul lago d'Idro. Provenendo dal passo Maniva, dopo il passo della Berga la strada raggiunge il passo Baremone;
- La strada provinciale SP BS 669, discendendo dal Passo Crocedomini;
- strada comunale asfaltata (ma chiusa d'inverno)[1] “Bagolino-Passo Maniva”.

A parte le carrozzabili, la zona è ricca di sentieri alcuni dei quali partono direttamente dai comuni del territorio. Il sentiero più famoso e lungo che attraversa il Maniva è senz'altro il 3V (delle 3 valli) “Silvano Cinelli” con marcatori bianco-azzurri (colori della Città di Brescia e della sua Provincia). Il 3V segue i crinali delle cime che formano la testata che racchiude la Val Trompia.

## Cime e luoghi di interesse
Di seguito una sintetica carrellata dei principali luoghi del Maniva.
È importante segnalare che la zona è ricca di malghe e di alpeggi con produzione di formaggio, burro e altri prodotti caseari (oltre che di latte, ovviamente). Il formaggio più famoso è senz'altro il Nostrano Valtrompia DOP (con altri prodotti simili ma fuori dalla denominazione: tra questi citiamo il “Maniva” e il “Vaia”); molto rinomate le formaggelle e le robiole sia di vacca che di capra, spesso a crosta fiorita. Poiché molti alpeggi del Maniva (anche se pochissimo distanti dal passo omonimo) fanno parte del comune di Bagolino, possono produrre e legalmente denominare il Bagòss e non l'omologo Nostrano Valtrompia DOP mentre altrove si produce l'altro formaggio "cugino", il Silter (che può essere denominato come tale solo in territorio camuno).
Per gli appassionati di pesca vi sono vari laghetti alpini ricchi di trote di vario tipo e salmerini: Laghi di Ravenola, Lago di Vaia (leggi la leggenda della Crapa del Vaia), Lago Dasdana e Lago Lavena, situato nei pressi del Passo di Crocedomini. Per i bambini è presente un piccolo laghetto presso il Rifugio Bonardi.

### Passo Maniva

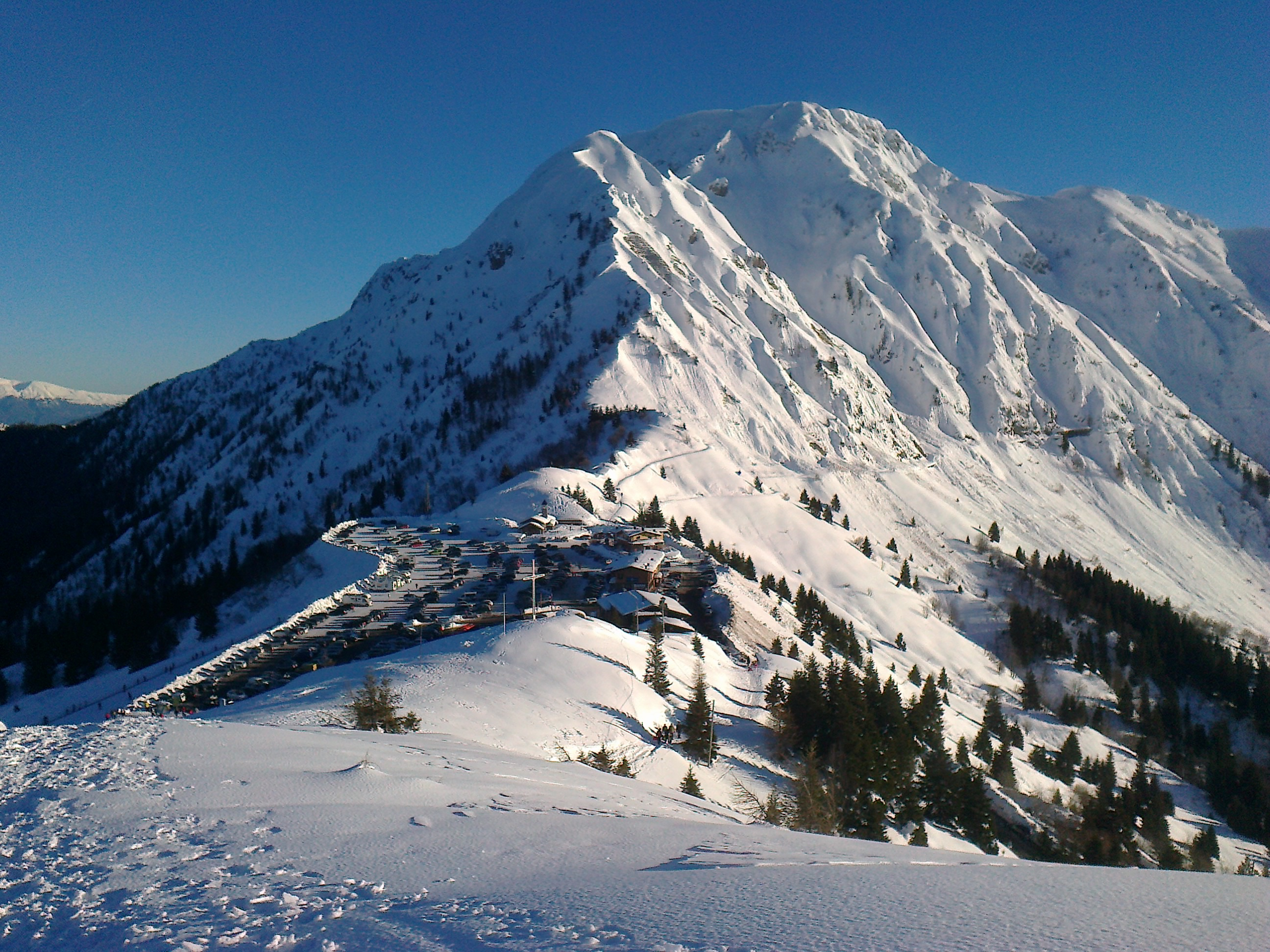
Piazzale del Passo Maniva. Sullo sfondo il Dosso Alto.

Il passo Maniva si raggiunge da un brevissimo tratto di strada in salita (circa 30 metri) che si stacca a destra della provinciale (salendo da San Colombano), all'altitudine di 1669 metri. Da qui si può proseguire verso il passo Crocedomini oppure (d'estate) scendere a Bagolino come pure (d'estate) andare verso il lago d'Idro attraverso Anfo.
In prossimità del passo sono installati diversi impianti sciistici. Da questo punto si vedono benissimo Bagolino, San Colombano e Collio, la punta Almana, il Guglielmo, il Colle di San Zeno, il Maniva, il Dosso Alto, la Corna Blacca, il Dasdanino, il Dosso dei Galli, il monte Bagoligolo, le malghe del Dasdana e la malga Zocchi, il Pezzeda, il monte Ario, il passo delle Portole.
Il confine tra Collio e Bagolino (cioè tra Valtrompia e Valsabbia) passa nel piazzale del passo a ridosso dell'inizio della strada che scende nel paese bagosso ovvero sul punto in cui inizia fisicamente il versante valsabbino.

### Monte Maniva

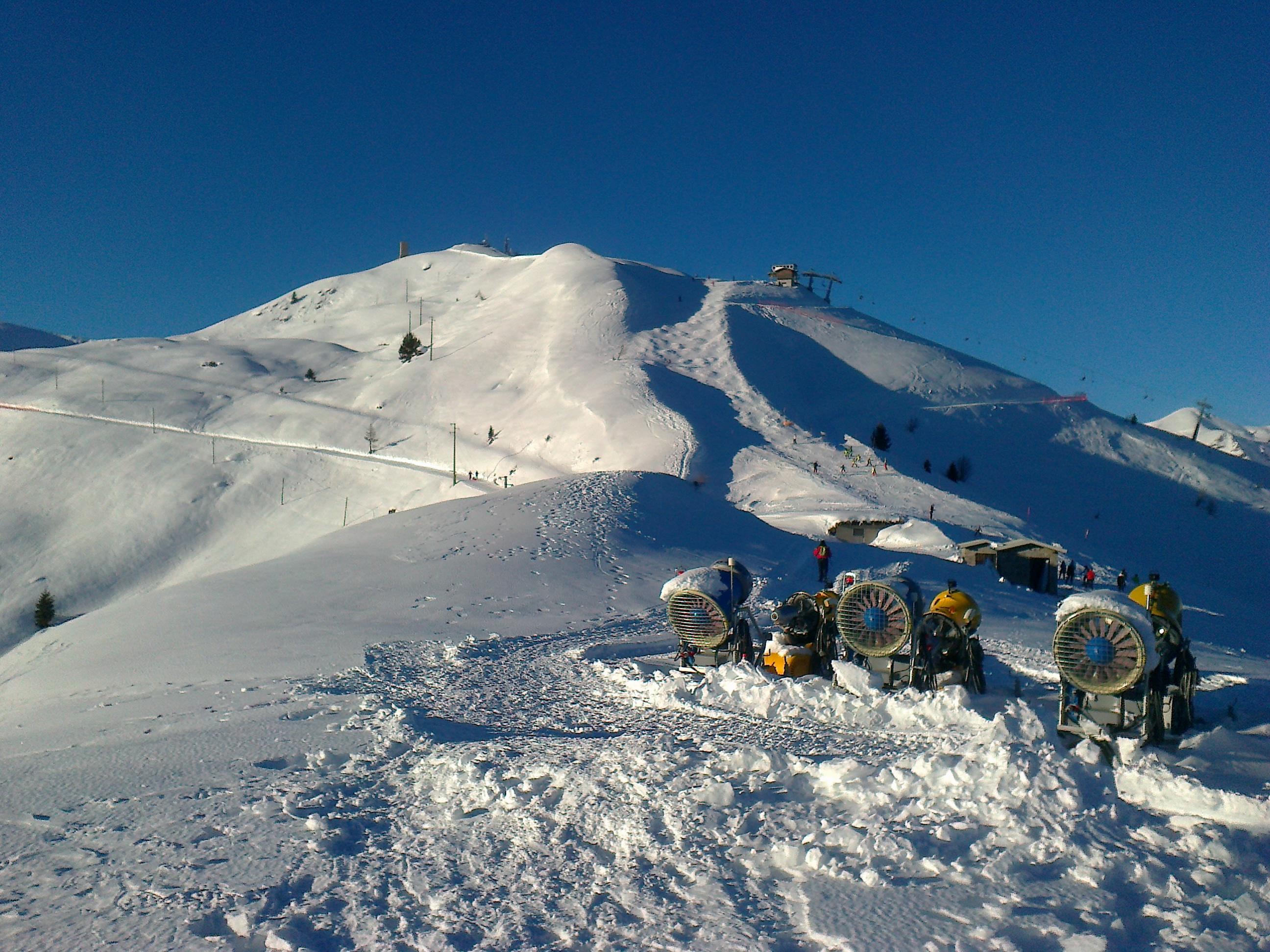
Cima Maniva

La cima Maniva è alta 1864 metri. Sulla sua sommità arrivano gli impianti sciistici di risalita. È facilmente raggiungibile mediante mulattiera dal Passo Maniva, dal quale lo si nota guardando in direzione nord.
Il Monte Maniva è talmente a ridosso della provinciale che ci si può arrivare anche da questa, partendo dalla zona Bonardi (1.744 m) che prende il nome dalla vecchia caserma militare degli alpini, già operativa durante la prima guerra mondiale, poi divenuta rifugio alpino nel 1928. Nel giugno 1992 il rifugio Bonardi fu distrutto da un incendio doloso. Dopo molti anni di saccheggi e abbandono delle rovine, fu interamente demolito e sull'area un'impresa edile valligiana costruì un hotel, inaugurato nel 2006 e che riporta l'antico e glorioso nome del vecchio rifugio. Da notare che nell'adiacente rifugio alpino sorgeva una chiesetta e che il Bonardi fu uno dei primi luoghi della provincia di Brescia ad avere un impianto di risalita, allora a forma di grande slitta.
Nonostante sia la cima che dà il nome a tutto il comprensorio, il Maniva non è di particolare interesse paesisitico a differenza delle montagne circostanti.

### Dosso dei Galli

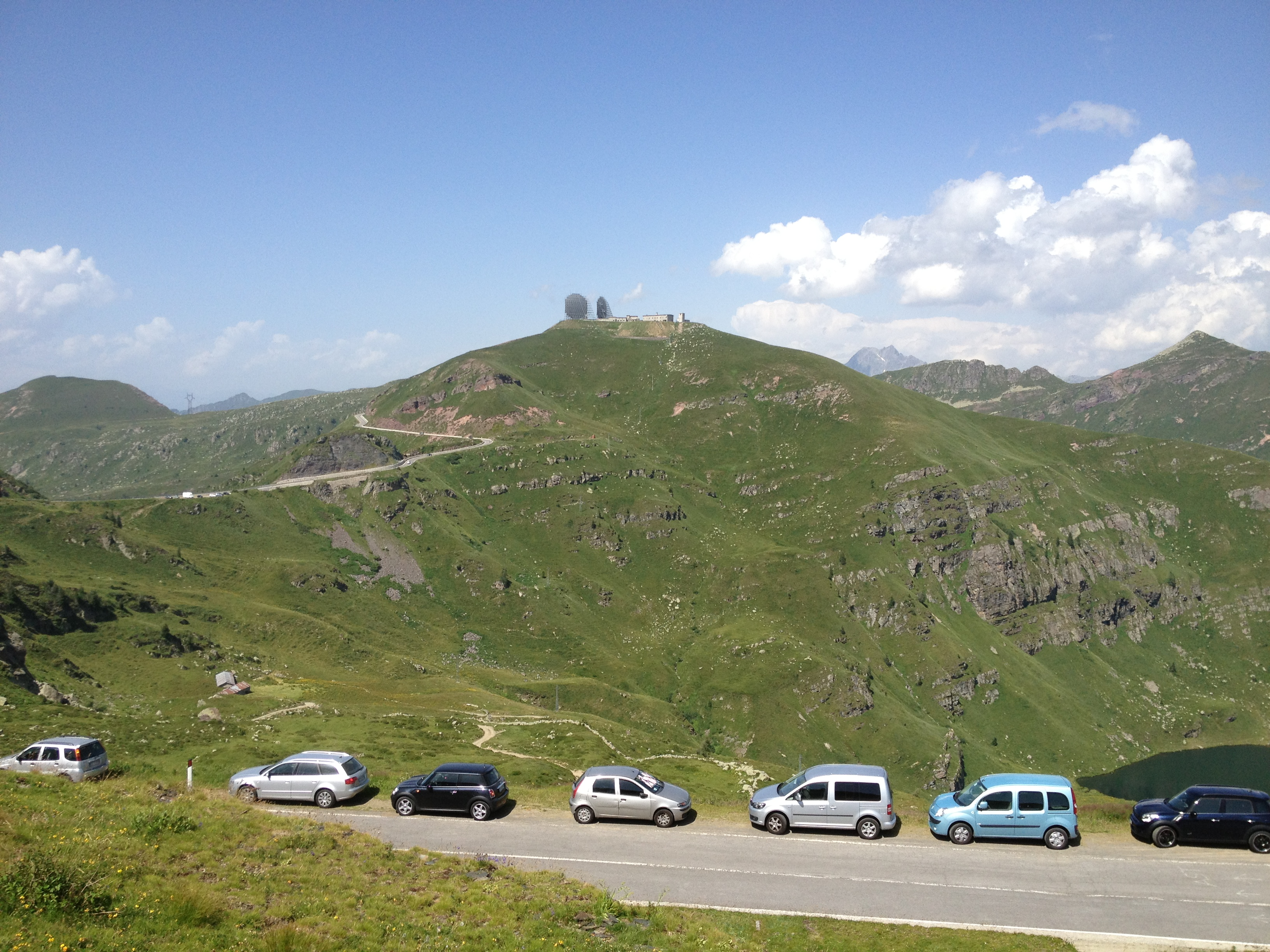
Dosso dei Galli (visto da passo Dasdana)

Il Dosso dei Galli (comune di Collio) dai galli cedroni che vi nidificavano prima della costruzione della stazione radio NATO che con denominazione IDGZ dal 1969 al 1995 faceva parte del sistema di radiocomunicazioni ACE High . Esso trasmettendo tramite troposcatter e microonde, creava un collegamento dalla Norvegia alla Turchia e forniva ai vertici NATO linee radiotelefoniche criptate, linee telegrafiche e linee dati. Le antenne furono le prime ed uniche al mondo a grandissimo raggio con struttura a mosaico Per questo motivo la cima e l'area circostante è anche impropriamente chiamata "i radar"
Successivamente all'improvvisa dismissione (primavera '95) la stazione militare fu depredata da vandali che asportarono documenti e apparecchiature misteriosamente abbandonate in loco dai militari NATO.
Attualmente tutto il dosso è di proprietà di una società che intende ristrutturare l'ex base con diverse finalità.
Al Dosso dei Galli (o, meglio, alla Sella Auccia) la provinciale prosegue verso il Passo Crocedomini: da qui si può proseguire o verso la Val Camonica (sempre attraverso la SP BS 345 delle Tre Valli) arrivando a Bienno o a Breno, o verso la Val Sabbia raggiungendo Bagolino attraverso la Val Dorizzo (mediante la SP BS 669 del Passo di Crocedomini che collega Anfo a Bagolino e, quindi, sale al Crocedomini innestandosi sulla già citata SP BS 345).
Dal Dosso dei Galli (ad un'altitudine di 2197 m) il panorama è davvero formidabile: si vedono non solo, ovviamente, le cime circostanti nonché le tre valli, ma, nelle giornate molto nitide, diverse zone della pianura circostante.

### Dosso Alto
Il monte Dosso Alto ha un'altitudine di 2064 metri. È posto proprio dietro al passo Maniva: dal “piazzale” del passo lo si può ammirare benissimo guardando in direzione sud ovest.

### Corna Blacca

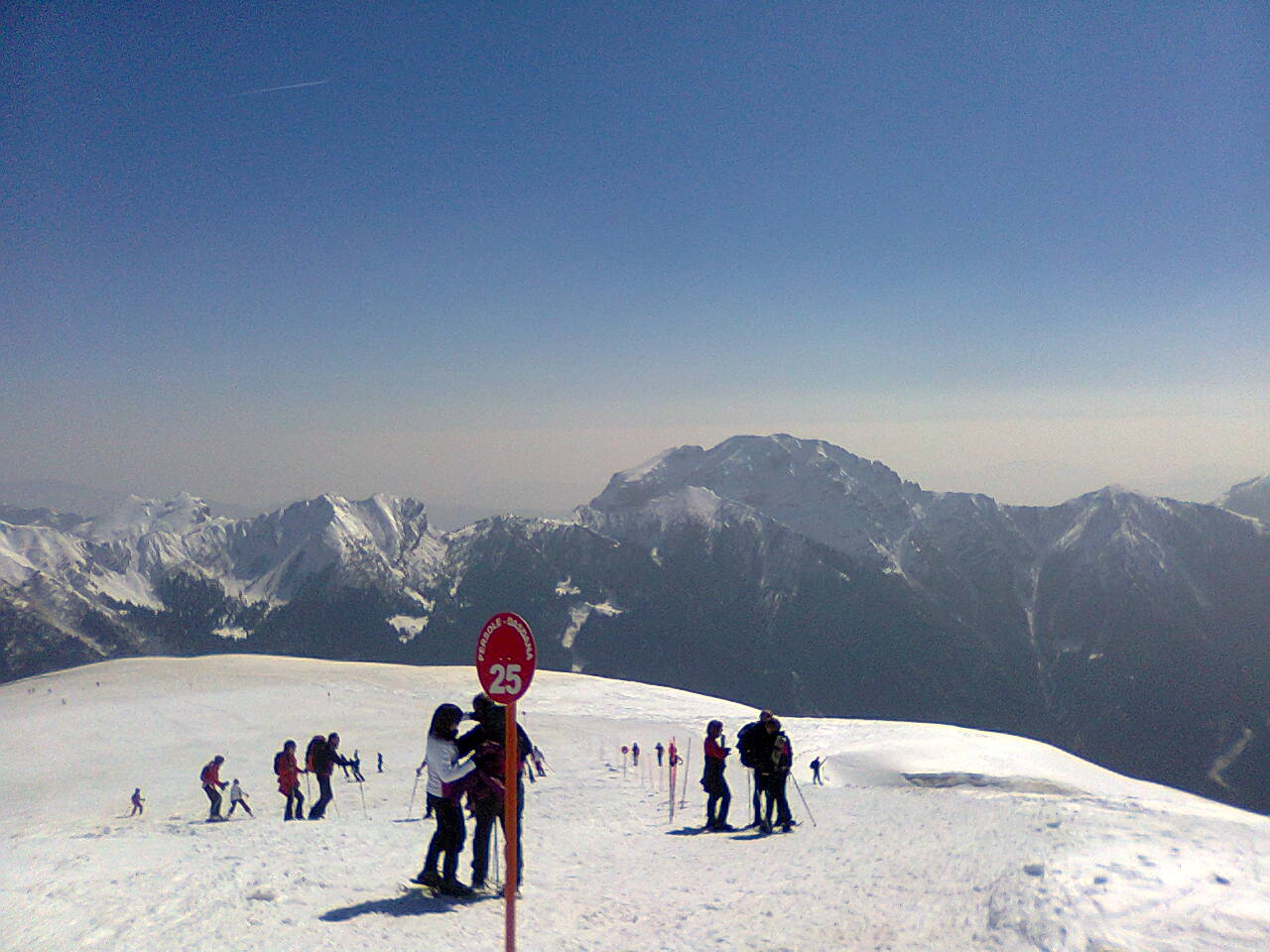
Corna Blacca in inverno (dal Dasdanino)

La Corna Blacca è una cima di 2006 metri. Divide la Val Trompia dalla Val Sabbia. Attraverso il passo delle Portole (1726 m) si stacca dal Dosso Alto e dalla valle della Berga.
La Corna Blacca e i monti di Paio formano le cosiddette piccole dolomiti bresciane. Dalla frazione San Colombano di Collio, guardando in alto in direzione est e sud, si vedono nettamente il Dosso Alto e la Corna Blacca divisi dalla forcella del passo delle portole (1776 m).

### Dasdana

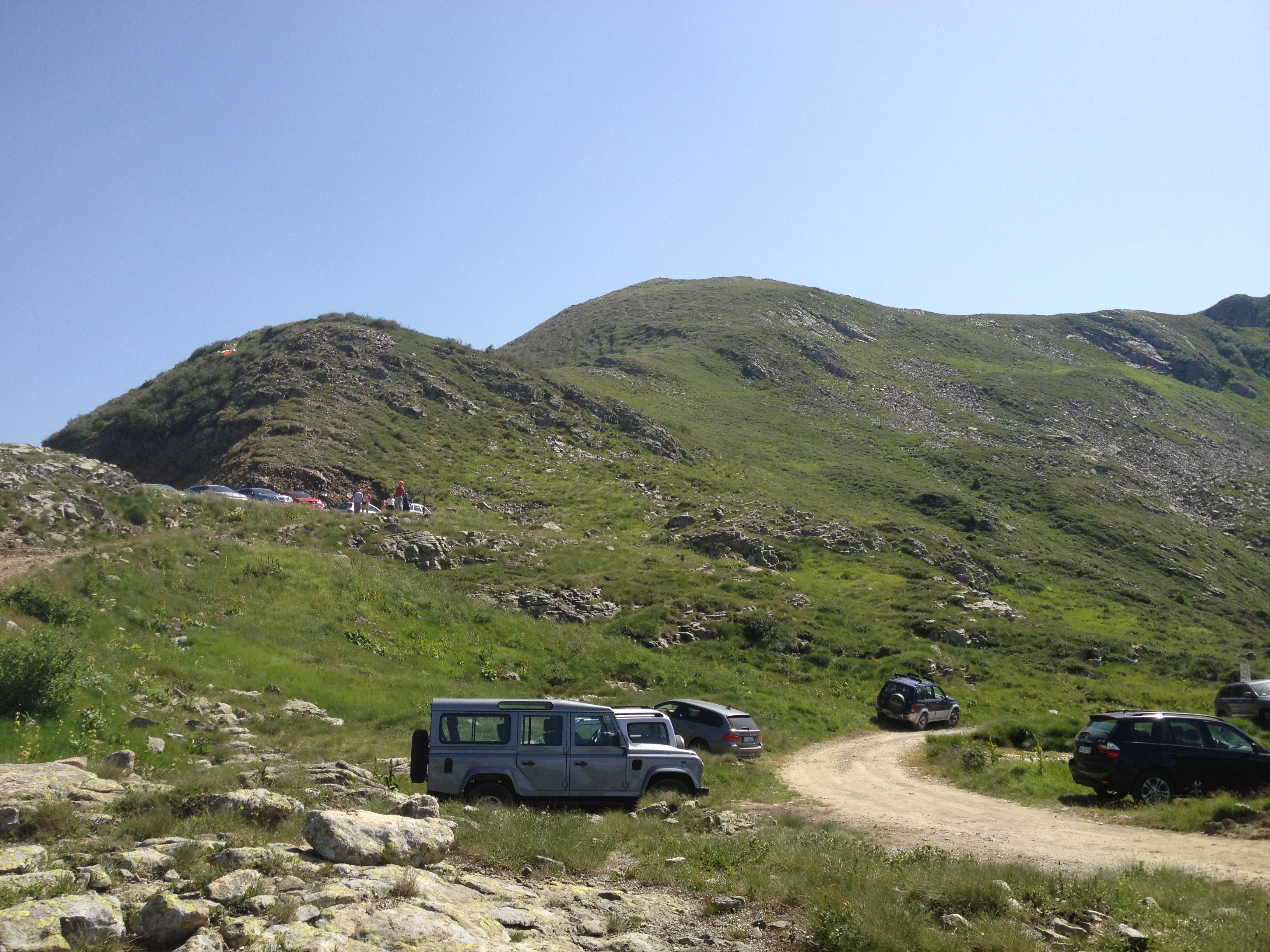
Dasdana da sotto il Passo Ravenola

Il Dasdana è un monte alto 2191 metri. Dà il nome alla Valle Dasdana che si trova sotto a est, e a diverse malghe nella valle stessa. Il Dasdana è facilmente raggiungibile da un sentiero che parte dalla provinciale 345 (passo Dasdana).

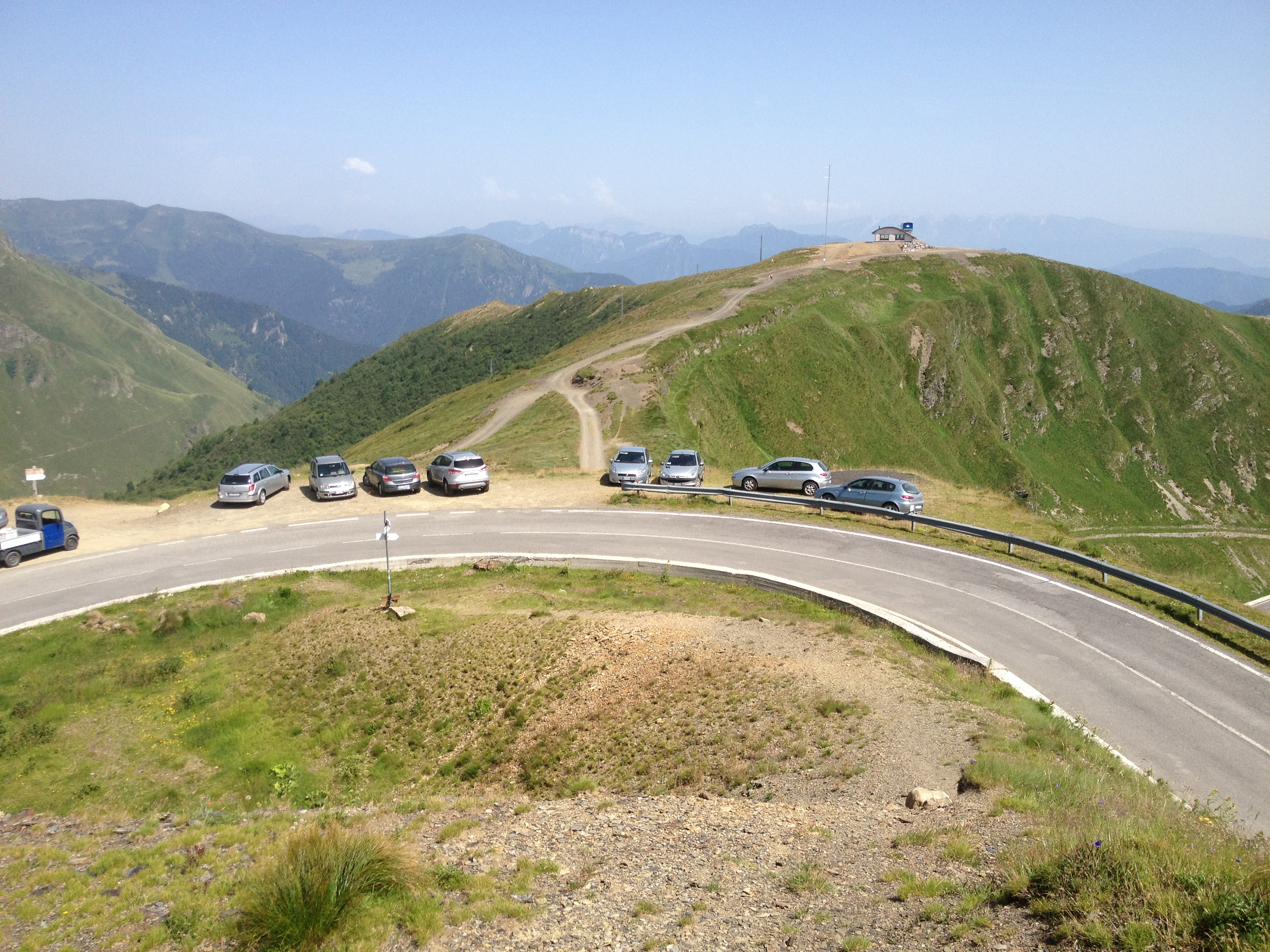
Passo Dasdana (sullo sfondo il Dasdanino)

Appena sotto il Dasdana, sulla provinciale, il tornante a sinistra (in direzione Dosso dei Galli) fa da confine naturale tra la Val Trompia e la Val Sabbia. Il suddetto tornante (che divide Dasdana dal Dasdanino) è il Passo Dasdana che separa, amministrativamente, il comune di Collio da quello di Bagolino.

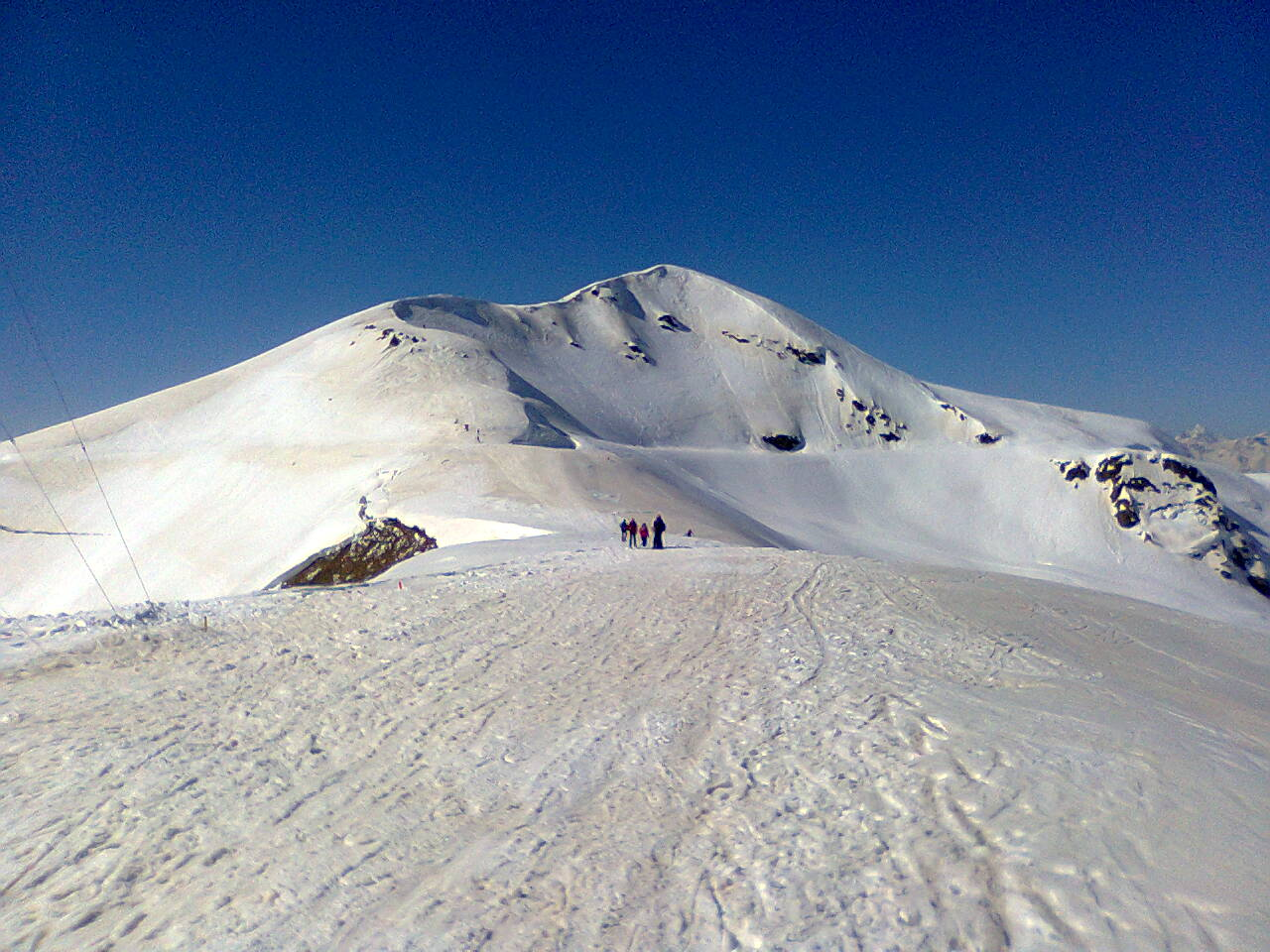
Dasdana (dal Dasdanino)

### Dasdanino

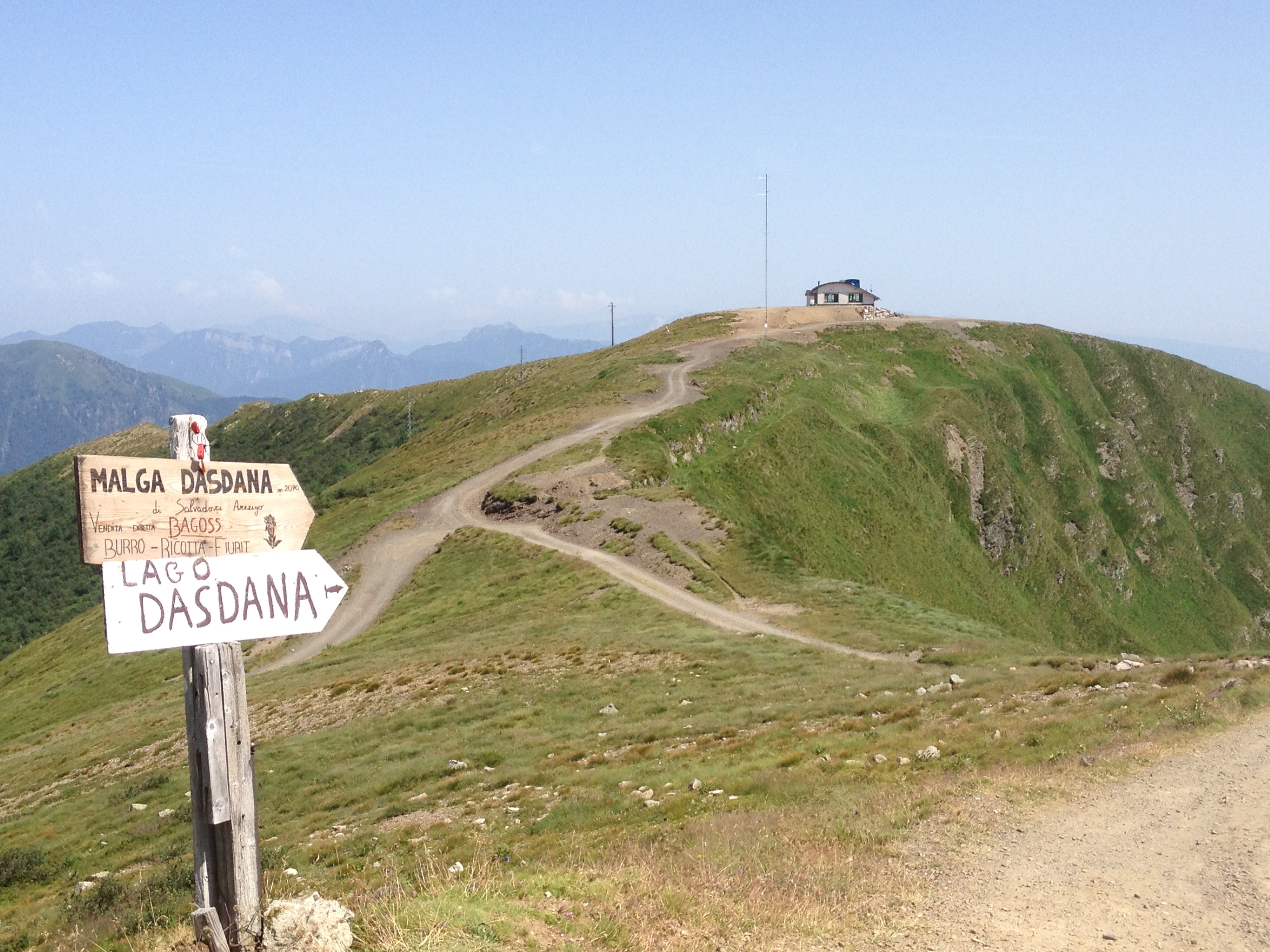
Dasdanino (visto da passo Dasdana)

Il Dasdanino (2088 metri) è l'anticima che si trova “di fronte” al Dasdana (o, meglio, a sud est distanziato di poco). Lo si vede benissimo dal passo Dasdana, guardando in direzione est. Dall'inverno 2010 sul Dasdanino arriva la seggiovia Dasdana-Persole. Scendendo dal Dasdanino, oltrepassando il passo Dasdana, in pochi minuti si risale al Dasdana.
Dal punto di vista amministrativo, la cima del Dasdanino (con l'arrivo della seggiovia e la capanna di ristoro attigua, detta Chalet Dasdana) è ubicato nel comune di Bagolino.

### Monte Crestoso
Il monte Crestoso è alto 2207. Fa da confine tra la Val Trompia (Bovegno) e la Val Camonica (Artogne).

### Monte Muffetto
Il monte Muffetto ( 2060 metri) domina a ovest Montecampione e i suoi impianti di risalita, oggi in liquidazione. Il Monte Muffetto è ben visibile dalla media valle Trompia (benché spesso confuso con il monte Maniva). Il Muffetto fa da confine tra la Val Trompia (Bovegno) e la Val Camonica (Gianico).

### Laghetti di Ravenola

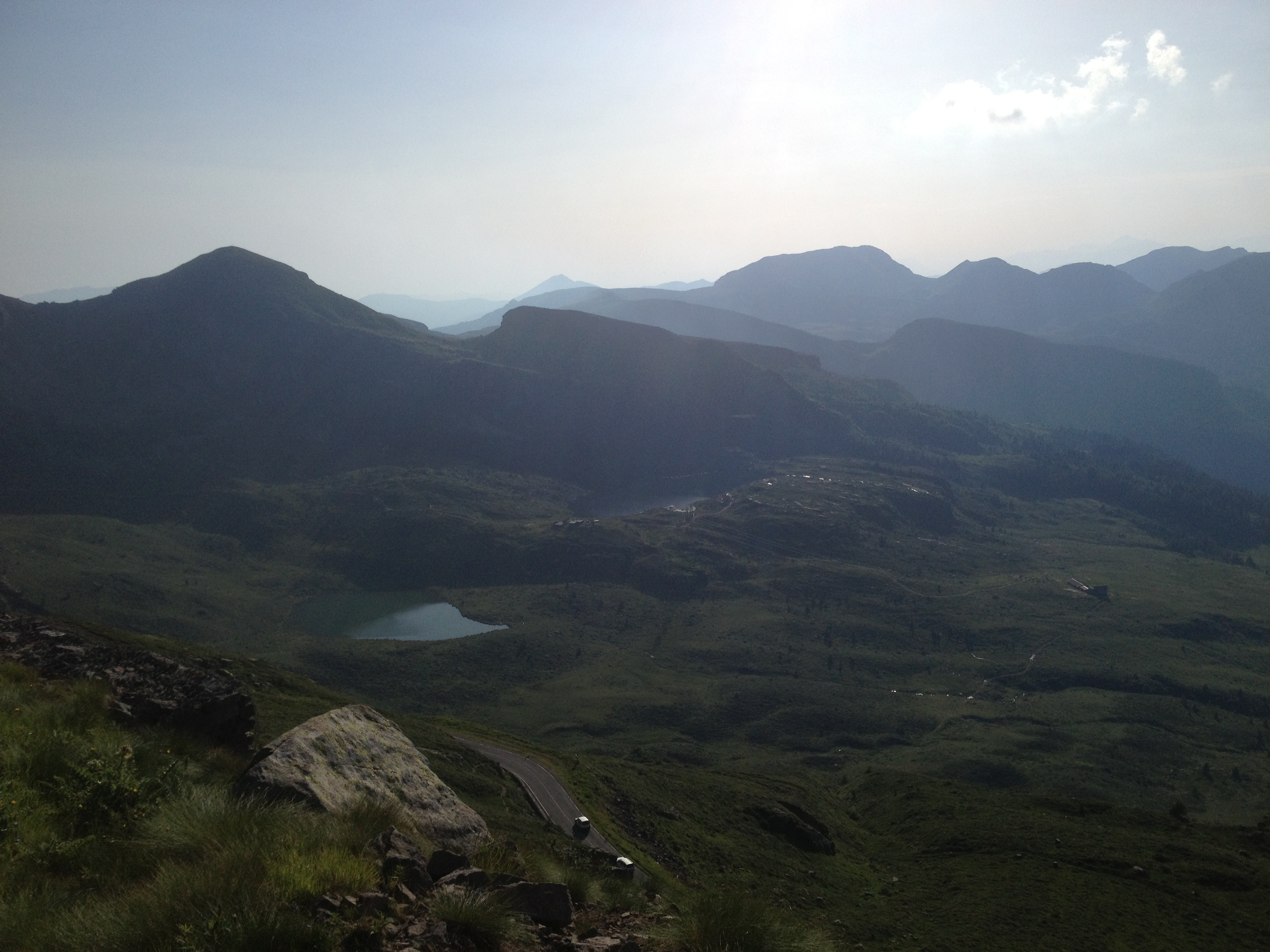
Laghetti Ravenola visti dalle pendici del Dosso dei Galli.

I laghetti di Ravenola si trovano “sotto” ovvero a nord del monte Colombine. Si pratica la pesca alpina. Sono ben visibili dalla provinciale 345 prima di arrivare alla sella Auccia, alla fine del tratto discendente che costeggia il Dasdana ovvero al Passo di Ravenola.

### Laghetto Dasdana

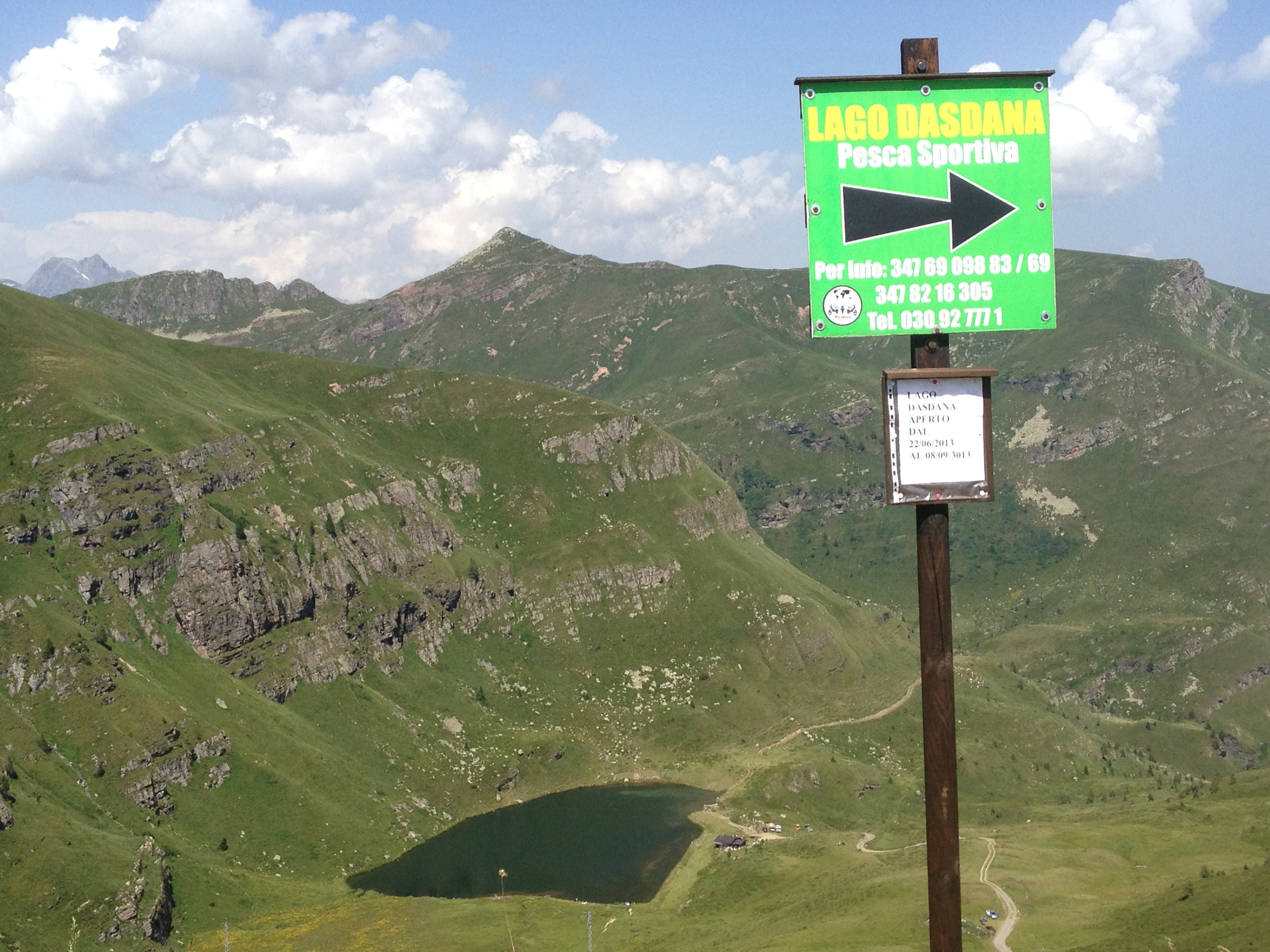
Laghetto e malga Dasdana

Il laghetto Dasdana si trova “sotto” ovvero a est-nord-est del monte Dasdana. È circondato dalle varie malghe Dasdana e si pratica la pesca alpina. Si trova nel territorio di Bagolino.

### Passo di Ravenola

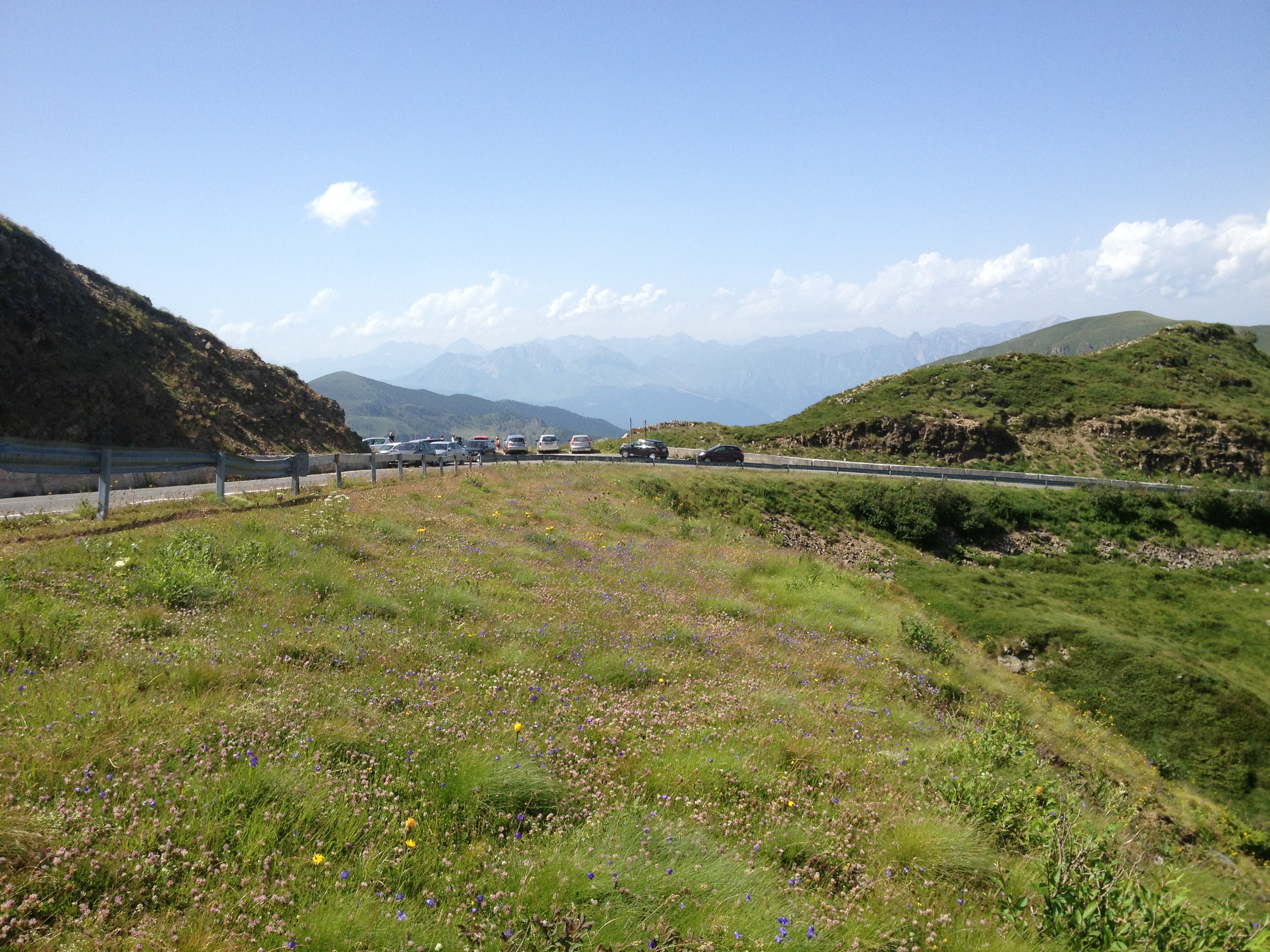
Passo Ravenola (scendendo dal Passo Dasdana)

Il passo di Ravenola (2071 m), anche identificato su molte mappe come Goletto delle Crocette, è la depressione naturale, sulla provinciale 345, a circa una cinquantina di metri dal passo Dasdana al termine di un tratto in discesa. In quel punto (superato il quale la strada ritorna in salita verso il Dosso dei Galli) si può vedere benissimo i laghetti di Ravenola (a ovest) e il laghetto Dasdana (a sud-est).
Mentre il precedente passo Dasdana separa la val Trompia dalla Val Caffaro (spartiacque della Val Sabbia), il passo di Ravenola è il valico tra la testata della Val Grigna (Val Camonica) e la stessa Val Caffaro.
Sin dalle ere più remote, il passo Ravenola era punto di attraversamento dei nomadi delle tre valli: sono stati ritrovati resti di accampamenti sia sulle sponde dei laghetti di Ravenola che del laghetto Dasdana risalenti a 11.000 anni fa.

### Sella dell'Auccia

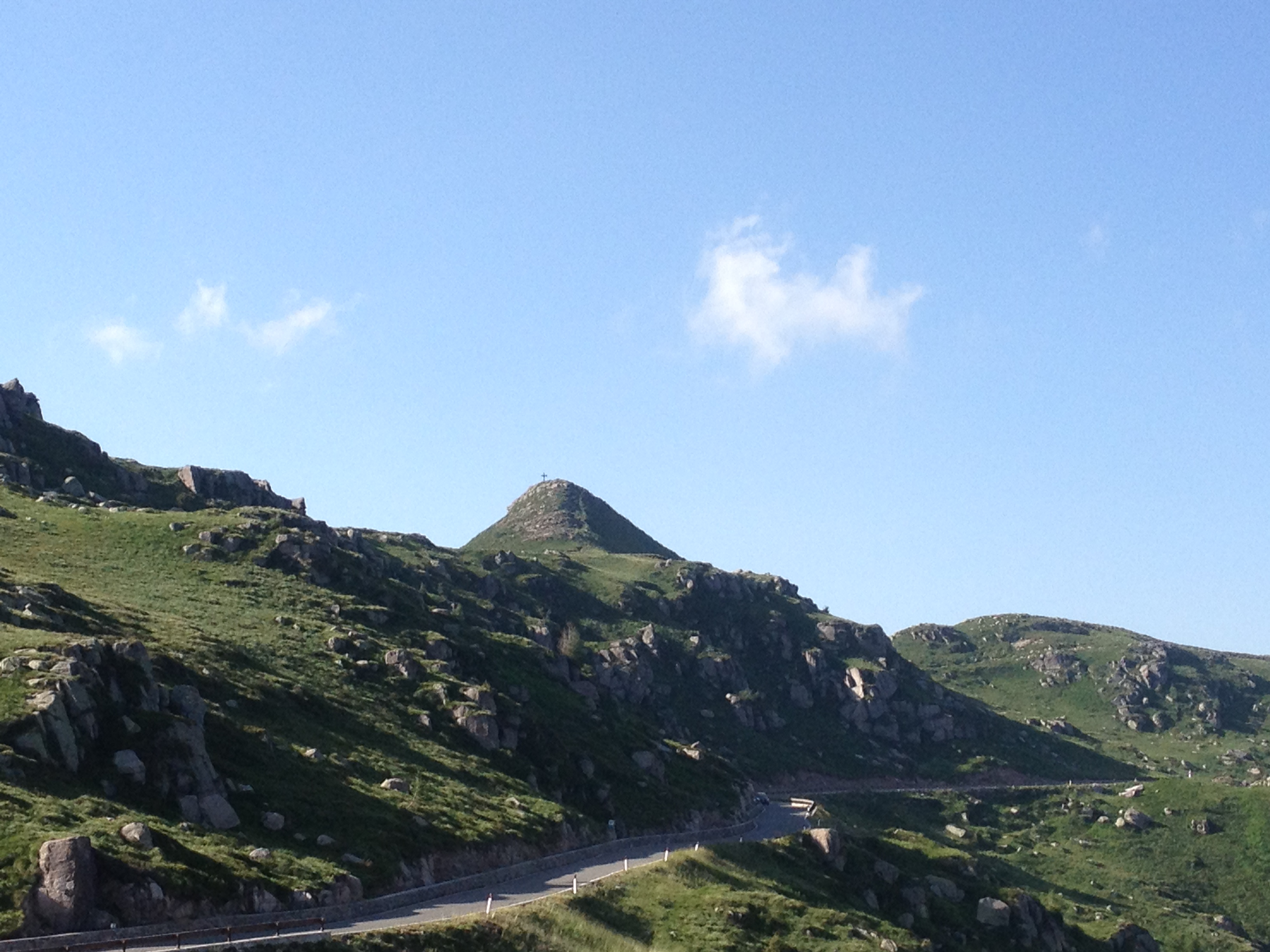
Sella Auccia con la Punta Auccia al centro

La Sella Auccia (2103 m) è il tratto largo e pianeggiante della provinciale 345 ai piedi del Dosso dei Galli. Da qui si può proseguire anche alla cima a nord del dosso che prende il nome di Punta dell'Auccia (2212 m) dalla forma di piccola piramide. La sella Auccia divide l'alta Val Dasdana (a est) dalla val Grigna (a ovest). Da notare che sulla Punta Auccia passano i confini comunali di Bagolino, Bienno e Collio ed è, quindi, vero punto di incontro naturale tra le tre valli (mentre al Passo Crocedomini la Val Trompia non arriva dato che termina alla Punta Auccia).

### Alpe di Vaia
L'alpe di Vaia è facilmente raggiungibile dalla provinciale 345, diversi tornanti dopo il dosso dei Galli. Proseguendo si arriva al Passo Crocedomini. L'Alpe di Vaia (che si trova in territorio di Bagolino nella val Caffaro) è divisa in diverse zone è alla sommità si trova la famosa santella Crapa di Vaia (2115 m) a pochi passi dalla strada che comincia su un tornante a destra (scendendo in direzione Crocedomini) della provinciale 345 e che discende alla valle di Vaia.

### Monte Colombine

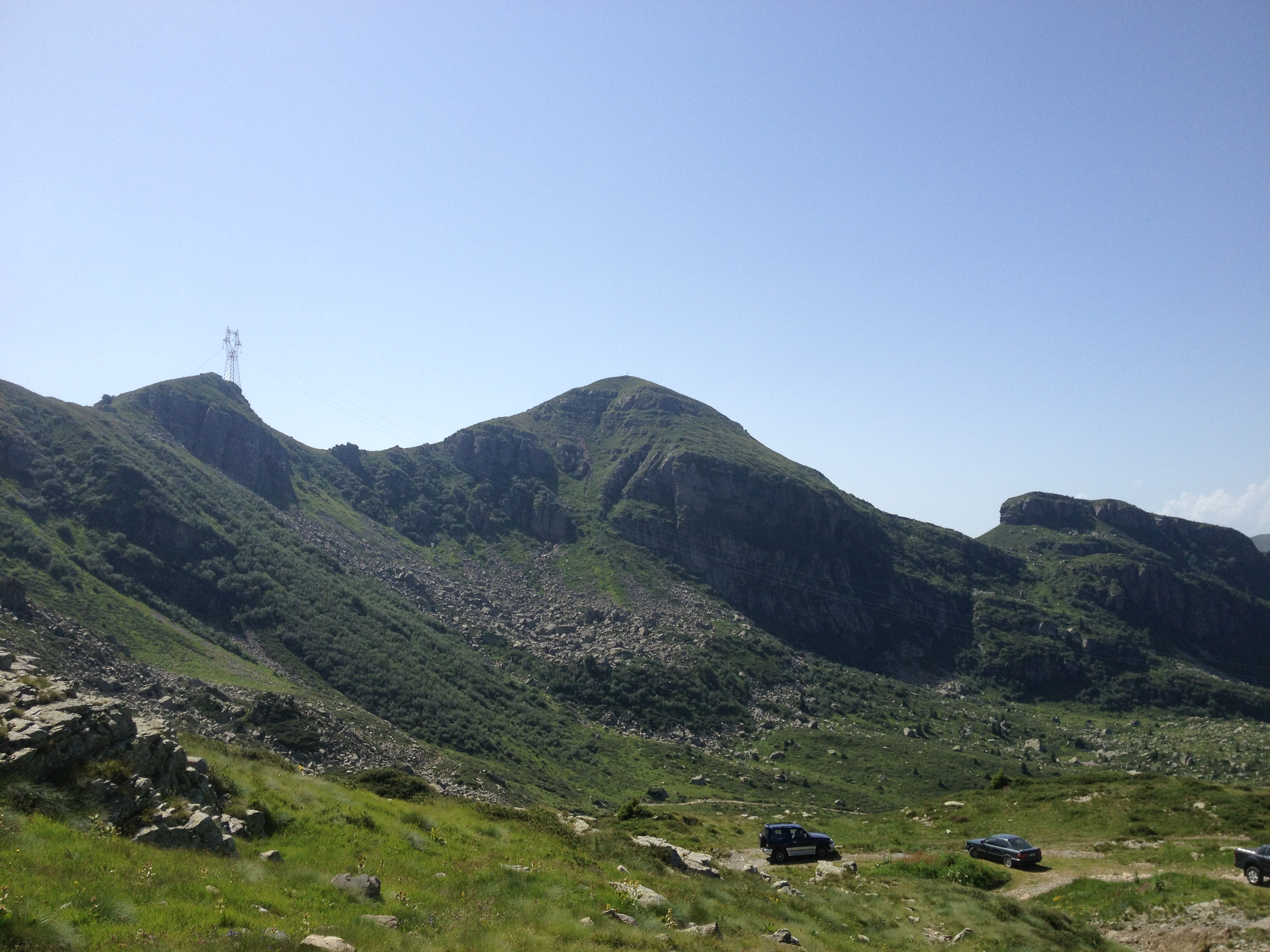
Colombine da sotto il Passo Ravenola

Il monte Colombine, con i suoi 2214 metri, è la cima più alta del Maniva. Anch'esso è a poca distanza dalla provinciale e un sentiero che si stacca da questa porta alla sommità in pochi minuti, lo stesso che conduce al Dasdana. Il Colombine è molto vicino al Dasdana il quale si trova a sud est.
Anche se si trova ai confini tra Val Trompia e Val Sabbia, per la sua posizione è nelle immediate vicinanze del territorio della val Camonica.

### Passo Sette Crocette
Il Passo Sette Crocette (dal nome di una sequenza di massi sormontati da 7 piccole croci la cui storia è incerta) si trova a 2041 metri. Si raggiunge attraverso un sentiero che comincia alla sinistra di un tornante della provinciale 345 (località Casermone) appena prima di arrivare al passo Dasdana (tornante successivo).
Dal passo sette crocette (raggiungibile anche da Collio e da Bovegno) si arriva all'eremo di San Glisente (comune di Bienno).

### Passo Baremone
Il passo Baremone si trova in territorio di Anfo. Collega la Val Trompia con la Val Sabbia, o meglio il Passo Maniva con il Lago d'Idro. Proseguimento naturale e assai degno di nota è la Valle della Berga che, attraverso l'omonimo passo, conduce poi in Val Trompia innestandosi sulla malga Dosso Alto (passo delle Portole).

### Monti di Paio
I monti di Paio si trovano a ridosso della Corna Blacca e sovrastano la valle di Paio che si diparte dal passo delle Portole. Non è una cima precisa piuttosto una serie di rilievi dolomitici che circondano il sentiero che sale alla Corna Blacca.
Al passo delle Portole si trova la capanna Tita Secchi e la famosa via ferrata detta sentiero dei mughi con la Cima Caldoline.

### Monte Pezzeda
Il Monte Pezzeda (1800 m) fa da confine naturale con la Val Sabbia. Sulla cima c'è il sentiero che arriva dalla Corna Blacca e che prosegue verso il monte Ario. Dal centro di Collio sale la seggiovia che porta sulla cima Pezzeda ove vi era una pista da sci.

## Origine del toponimo
Secondo il glottologo Dante Olivieri sembra che il nome derivi da un aggettivo "Manivus" che indica "adatto a dimorarvi" nel significato di "adatto a dimora" notando come nel dialetto bresciano "man' sta a significare restare come sostantivo dal latino "mansum" e dall'italiano manere. Vi è poi la voce "manair" del dialetto romanico di Sopraselva, per indicare il pernottare di uomini e di bestie. Spesso chi portava la vena della Valtrompia alla Valle del Caffaro, pernottava, in caso di ritardi o per tempo cattivo, nei casolari e nelle baite.

## Storia
Sin dai tempi più remoti è visto come scenario di accadimenti misteriosi, eccezionali, ritrovo di streghe medievali o, come nel settembre 1874, epifania del fenomeno detto "Fata Morgana".
Il 28 gennaio 1527 si registra un terremoto, avvertito soprattutto verso il Maniva e Bagolino.
Nel 1559 Sigismondo Lodrone costruisce la strada Maniva-Baremone-Anfo.
Nel 1928 viene inaugurato il rifugio "Carlo Bonardi", recuperato da una caserma della Grande Guerra. Il rifugio fu sistemato a partire dal 1924 sui ruderi della caserma "Casa Lite", poi ristrutturato dal CAI col nome di "Capanna Maniva" e quindi inaugurato il 10 giugno 1934,  intitolato al senatore Carlo Bonardi, già sottosegretario nel governo Mussolini, consigliere nazionale del CAI e del TCI. La cappella fu inaugurata il 2 settembre 1928. Un progetto del 1938 prevedeva l'ampliamento del rifugio, che poi fu solo rialzato di un piano nel 1939.